# Arpson
 (janvier 2012).
Arpson est une société française créée en 1995, spécialisée dans l'édition, l'intégration et la maintenance de solutions logicielles pour la finance de marché. Elle propose aux banques, trésoreries de groupe, assurances, établissements de crédit spécialisé ou encore sociétés de gestion des solutions intégrées et modulaires pour gérer le cycle de vie des opérations de marché, de trésorerie et d’actifs.

## Historique
- 1995 Date de création
- 1997 Première installation en France
- 2001 Première installation à l’étranger
- 2005 Arpson est leader du top 100 des sociétés indépendantes les plus rentables de France (classement édité par le magazine l’Entreprise)
- 2006 Entrée de Axa Private Equity (renommé Ardian en 2013) dans le capital
- 2008 Commercialisation de la version N2
- 2011 Commercialisation de la version N3
- 2019 Commercialisation de la version N4

## Organisation
Arpson est organisé autour de 3 grands domaines de compétence :
- Consulting les consultants accompagnent la mise en œuvre de la solution : démarrage, conduite du changement, paramétrage, conduite de projet, formation, assistance.
- R&D : les ingénieurs sont chargés de la conception, de la veille technologique et réglementaire, du développement et de la maintenance de la plateforme.
- Business : les commerciaux s’occupent de la vente de la solution, de prospection à la clôture des deals. Les account managers quant à eux sont chargés de la gestion des grands comptes.

## Arpson N4
Parue en 2019, Arpson N4 est une solution modulaire et personnalisable sans code permettant d’automatiser le cycle de vie des opérations de marché, de trésorerie et d’actifs selon les axes de gestion Front, Middle, Back-Office et comptabilité. L'application est disponible en mode licence ou SaaS et permet à des profils non techniques de paramétrer la saisie, les exports, les exports, les règles de métier, le reporting, le workflow ou encore les accès. La modularité de l'offre permet de composer une solution évolutive en choisissant parmi des modules d’Instruments, de Gestion et Techniques.

### Fonctionnalités couvertes
Arpson couvre les fonctions suivantes :
Front Office
- le pricing et la simulation
- la gestion des couvertures IFRS
- la gestion du carnet d’ordres
- la gestion de la conformité ou compliance

Middle Office
- les limites
- la performance et la value at risk (VaR)
- les risques de marchés et la valorisation
- les normes Bâle II et les calculs de besoin en fonds propres associés à la directive CAD
- les échéanciers externes et l'ALM
- la gestion du Collateral

Back Office
- la comptabilité auxiliaire
- les états réglementaires

Cash management
- la trésorerie auxiliaire
- les lignes de crédit
- les mouvements de trésorerie
- la gestion du budget

### Instruments financiers couverts
- les instruments du marché monétaire : Prêt / Emprunt, ligne de crédit, avance en devise…
- les titres de créance : TCN, ECP, BTAN, BMTN…
- les instruments de taux : swaps de taux, FRA, caps & floors
- les valeurs mobilières : actions, Sicav, OPCVM, obligations convertibles
- les matières premières : dérivés OTC, listés, contrats physiques
- le private equity

## Services
Arpson propose des services associés à la mise en œuvre de la solution :
- Consulting  : accompagnement de projet, prestation d’intégration et services post migration
- Hébergement & SaaS : deux formules d’exploitation proposées en offre distante
- Support : service d’assistance aux utilisateurs de l'application
- Maintenance : service de maintenance de l'application
- Formation : des formations standards ou personnalisées